# Alexandre Coget
Pour les articles homonymes, voir Coget.
Alexandre Coget, né le 18 septembre 1774 à Thumeries (Flandre française) et décédé le 2 juillet 1844 dans la même ville est un homme politique français.

## Biographie
Il est propriétaire, maire de sa ville natale et conseiller général du Nord lorsqu'il est élu député du 3e collège du Nord (Lille) le 5 juillet 1831.